# Nancy Newhall
Pour les articles homonymes, voir Newhall.
Nancy Wynne Newhall, née le 9 mai 1908 à Lynn (Massachusetts) et morte le 7 juillet 1974 à Jackson Hole (Wyoming), est une critique américaine de photographie.

## Biographie
Nancy Newhall est surtout connue pour avoir écrit le texte accompagnant des photographies d'Ansel Adams et d'Edward Weston, et a également beaucoup publié d'ouvrages sur la photographie, la conservation de la nature et la culture américaine.
Newhall est née Nancy Wynne à Lynn, au Massachusetts, et a fréquenté le Smith College de cet État. Elle a épousé Beaumont Newhall, conservateur de la photographie au Museum of Modern Art de New York, et lui a succédé dans ce rôle pendant son service militaire lors de la Seconde Guerre mondiale. Au cours des années 1940, elle a écrit des essais sur l'art et la culture populaires pour de petits magazines et revues, dans lesquels elle a appelé à une société plus à l'écoute de l'art, et en particulier de l'art visuel. Newhall était plus intéressée par un public populaire que par un public universitaire ; dans un essai de 1940, elle explore les possibilités du nouveau médium, la télévision, pour vulgariser les arts visuels, suggérant des techniques d'enseignement de l'art et de la photographie à la caméra.
En 1945, Newhall a écrit le texte d'un livre de photographies, Time in New England, de Paul Strand. Le travail entamera une nouvelle phase de sa carrière, au cours de laquelle elle deviendra une partisane de la voix et une pionnière centrale du genre des collections de photographie surdimensionnées. Le plus connu et le plus influent d'entre eux est This Is the American Earth, une collaboration avec Ansel Adams, publiée en 1960. Comme Adams, Newhall était impliqué avec le Sierra Club et écrivait souvent sur des questions de conservation de la nature.
Nancy et Beaumont ont passé trois étés au Black Mountain College à partir de 1946. En plus de donner des conférences et d'enseigner, les Newhall ont photographié le campus universitaire et ses habitants, prenant des portraits de Leo Amino, Ilya Bolotowsky, Gwendolyn Knight, Jacob Lawrence et l'expérience de Buckminster Fuller. Certains travaux de Nancy et Beaumont Newhall sont archivés au Center for Creative Photography de l'Université de l'Arizona à Tucson, en Arizona et au Getty Research Institute de Los Angeles, en Californie. La photographie de Nancy Newhall a fait l'objet d'une exposition à part entière.
Elle est morte le 7 juillet 1974 à l'hôpital St. Johns de Jackson Hole, au Wyoming, des suites de blessures subies dans un accident survenu sur la rivière Snake, dans le parc national de Grand Teton.